# Top-of-mind
Top-of-mind — это первый вспоминаемый целевой аудиторией бренд или торговая марка среди всех брендов  в отрасли. Является одним из трех ключевых показателей известности бренда и рассчитывается в процентах. 
Часто к показателям добавляют конверсии известности в покупки и в лояльность к бренду. Top-of-mind применяется в маркетинге и обычно отслеживается в динамике. Высокий показатель по этому виду известности (свыше 50 %) говорит о том, что бренд или торговая марка является в восприятии потребителей однозначным лидером в своей товарной категории, и товарная категория у большинства из них ассоциируется с брендом. Для развивающихся брендов показатель обычно находится в пределах до 20 %, для лидеров рынка (Топ-5) показатель обычно колеблется в пределах от 5 от 20 %, на высококонцентрированных (монополизированных) рынках — до 40 %.